# Хюсрев-паша
Диване Хюсрев-паша (тур. Divane Hüsrev Paşa; ум. 1545, Стамбул) — государственный деятель Османской империи; второй визирь во времена великого визиря Сулеймана-паши.

## Биография
Хюсрев-паша приходился родственником Мехмеду Соколлу и старшим братом Лале Мустафе-паше.
Обучался в Эндеруне. Занимал различные должности, включая должность бейлербея Египта и второго визиря Дивана.
В 1545 (по другим данным, 1544) году между Сулейманом-пашой и Хюсревом-пашой состоялась перепалка на совете дивана на глазах у султана. Дело дошло до драки, в результате оба паши были сняты со своих постов. Существовало мнение, что к этому инциденту был причастен Рустем-паша, у которого до этого уже были трения с Хюсревом-пашой по поводу коррупции; кроме того, виновными считали и знаменитую тёщу и жену Рустема. Хюсрев-паша объявил голодовку и спустя 17 дней скончался.
Хюсрев-паша был похоронен в мечети Бали-паши в Фатихе.

## Киновоплощения
- В турецком телесериале «Великолепный век» роль Хюсрева-паши исполнял Луран Ахмети[тур.].
- В турецком телесериале «Хюррем Султан» роль Хюсрева-паши исполнял Кемаль Топал.